# Чинилин, Анатолий Иванович
Анато́лий Ива́нович Чини́лин (21 августа 1913, с. Ижеславль, Михайловский уезд, Рязанская губерния — 20 октября 1984, Москва) — советский волейболист и тренер, спортивный организатор, один из основателей отечественной школы волейбола. Четырёхкратный чемпион СССР. Старший тренер мужской сборной СССР (1950—1952). Заслуженный мастер спорта СССР (1944). Заслуженный тренер СССР (1956). Судья всесоюзной (1949) и международной (1955) категорий. Почётный судья по спорту СССР. Заслуженный работник физической культуры РСФСР.

## Биография
Родился 21 августа 1913 года в селе Ижеславль Михайловского уезда Рязанской губернии (ныне — Михайловский район Рязанской области).
Окончил фабрично-заводское училище при заводе «Красный пролетарий» и работал там слесарем. Начал заниматься волейболом в Москве. Оттачивал своё мастерство на волейбольных площадках Центрального парка культуры и отдыха имени Горького, ставшего в начале 1930-х годов центром волейбольной жизни столицы СССР. Выступал за московские команды «Гознак», «Медик» и «Спартак». В составе сборной Москвы стал четырёхкратным чемпионом СССР (1933—1936). Серебряный (1939) и бронзовый (1938) призёр союзных первенств (в составе «Спартака»). Один из сильнейших нападающих СССР 30-40-х годов.
Участник Великой Отечественной войны. Командовал штабным взводом 287-го гвардейского стрелкового полка 95-й гвардейской стрелковой дивизии. В 1943 году в боях под Полтавой был тяжело ранен, лишился руки. Награждён боевыми орденами и медалями. Член КПСС с 1943 года.
В 1950—1952 — старший тренер мужской сборной СССР, которую приводил к победе на чемпионате мира 1952 и на чемпионатах Европы 1950 и 1951.
В 1946—1979 гг. работал волейбольным арбитром. Судил чемпионаты СССР (1946—1979), Спартакиады народов СССР (1956—1971), чемпионаты мира (1956—1962), олимпийские волейбольные турниры 1964 и 1968. Руководил директоратом по волейболу Олимпийских игр 1980. Более 20 лет работал в Московском комитете по физической культуре и спорту в отделе спортивных игр. Автор книги «Волейбол» (1951).

Могила Чинилина на Кунцевском кладбище Москвы.

Умер в Москве 20 октября 1984 года. Похоронен на Кунцевском кладбище.
В память об Анатолии Ивановиче Чинилине в 1987—1990 Федерацией волейбола СССР проводились Мемориалы Чинилина с участием сильнейших женских волейбольных сборных.

## Награды
- орден Трудового Красного Знамени (27.04.1957) — «за успехи, достигнутые в деле развития массового физкультурного движения в стране, повышения мастерства советских спортсменов, и успешное выступление на международных соревнованиях»
- Кавалер Большой серебряной медали ФИВБ.